# Sixtus Dietrich
Sixtus Dietrich, Dieterich, Theodericus (ur. około 1493 w Augsburgu, zm. 21 października 1548 w St. Gallen) – niemiecki kompozytor.

## Życiorys
W latach 1504–1508 był chórzystą katedry w Konstancji. Następnie studiował na uniwersytecie we Fryburgu Bryzgowijskim, skąd w 1517 roku udał się do Strasburga. W tym samym roku wrócił do Konstancji, gdzie otrzymał posadę pro informatore choralium. Otrzymał prebendę, a w 1522 roku święcenia kapłańskie. Po przejściu miasta na stronę reformacji w 1527 roku utracił wszystkie uposażenia związane z posługą w katedrze. Podróżował do Bazylei, Strasburga, Kolonii, Ulm oraz Wittenbergi, gdzie w latach 1540–1541 wykładał na tamtejszym uniwersytecie.
W swojej twórczości łączył wpływy szkoły niderlandzkiej z nowymi prądami wypływającymi z humanizmu i reformacji, wywarł wpływ na ukształtowanie się wczesnej protestanckiej muzyki religijnej.

## Kompozycje
(na podstawie materiałów źródłowych)
- Epicedion Thomae Sporeri (wyd. Strasburg 1534)
- Magnificat octo tonorum (wyd. Strasburg 1535)
- Novum ac insigne opus musicum triginta sex antiphonarum (wyd. Wittenberga 1541)
- Novum opus musicum tres tomos sacrorum hymnorum (wyd. Wittenberga 1545)
- Laudate Dominum (wyd. Augsburg 1547)